# Coppa Sabatini 2005
La Coppa Sabatini 2005, cinquantatreesima edizione della corsa e valevole come prova del circuito UCI Europe Tour 2005 categoria 1.1, si svolse il 6 ottobre 2005 per un percorso totale di 197,7 km. Fu vinta dall'italiano Alessandro Bertolini che giunse al traguardo con il tempo di 4h56'05", alla media di 40,063 km/h.
Presero il via 108 ciclisti, 63 di essi tagliarono il traguardo.

## Ordine d'arrivo (Top 10)
| Pos. | Corridore             | Squadra       | Tempo    |
| ---- | --------------------- | ------------- | -------- |
| 1    | Alessandro Bertolini  | Domina Vac.   | 4h56'05" |
| 2    | Rinaldo Nocentini     | Acqua & Sap.  | s.t.     |
| 3    | Mirko Celestino       | Domina Vac.   | s.t.     |
| 4    | Murilo Fischer        | Naturino      | s.t.     |
| 5    | Krzysztof Szczawinski | Cer. Flaminia | s.t.     |
| 6    | Manuele Mori          | Saunier Duval | s.t.     |
| 7    | Mauro Santambrogio    | LPR-Piacenza  | s.t.     |
| 8    | Lorenzo Bernucci      | Fassa Bortolo | s.t.     |
| 9    | Luca Solari           | Domina Vac.   | s.t.     |
| 10   | Santo Anzà            | Acqua & Sap.  | s.t.     |